# Mario Kart
Mario Kart (japanisch: マリオカート, Hepburn: Mario Kāto) ist der Name einer populären Videospiel-Reihe des japanischen Unternehmens Nintendo, bei der die Spieler mit den fiktiven Figuren aus Nintendo-Spielen Autorennen (ursprünglich mit Go-Karts) austragen. Sie begann auf der Spielkonsole Super Nintendo Entertainment System (SNES) und wurde auf dem Nintendo 64, dem Game Boy Advance, dem GameCube, dem Nintendo DS, der Wii, dem Nintendo 3DS, der Wii U sowie der Nintendo Switch und der Nintendo Switch 2 fortgeführt. Darüber hinaus erschienen Ableger als Arcade-Automaten und für Smartphones. Die Mario-Kart-Spiele gehören zum Genre der Fun-Racer und sind sowohl allein als auch im Mehrspielermodus spielbar. Die Mario-Kart-Marke setzte bislang über 150 Millionen Einheiten ab und ist damit, gemessen an den Verkaufszahlen, die bisher erfolgreichste Rennspielserie.

## Spielprinzip
Jeder Spieler sucht sich eine Figur als Fahrer aus, was die fahrerischen Attribute wie Beschleunigung, Höchstgeschwindigkeit, Handhabung und Kollisionsverhalten festlegt. Es gibt Fahrer, denen die Handhabung besonders gut liegt (Toad, Mario etc.), und Fahrer, denen das Tempo besonders liegt (Bowser, Morton etc.). Die Spieler betrachten das Rennen jeweils im Heck ihres eigenen Fahrers auf einem eigenen Abschnitt des nach Notwendigkeit geteilten Bildschirms. Die maximale Spielerzahl sowie die Anzahl von rechnergesteuerten Fahrern variiert zwischen den einzelnen Versionen und den verschiedenen Spielmodi. Mit Hilfe so genannter Items, welche auf der Rennstrecke verteilt sind, kann sich der Spieler Vorteile gegenüber den anderen Spielern verschaffen. So lassen sich beispielsweise Bananenschalen auf der Strecke platzieren, um die nachfolgenden Fahrer von der Strecke rutschen zu lassen.
Folgende Spielmodi sind in den meisten Spielen enthalten:
- Grand Prix: Ein oder mehrere Spieler fahren gegen ein Feld von rechnergesteuerten Fahrern ein Turnier.
- Zeitfahren: Einzelfahrt gegen die Uhr.
- Match/Versus: Mehrere Spieler tragen untereinander einzelne Rennen aus.
- Battle-Modus: Jedes Kart hat drei Ballons. Durch Gegenstände kann man dem Gegner einen Ballon zerschießen. Wer als letzter noch Ballons hat, gewinnt.

## Hauptreihe

### Super Mario Kart

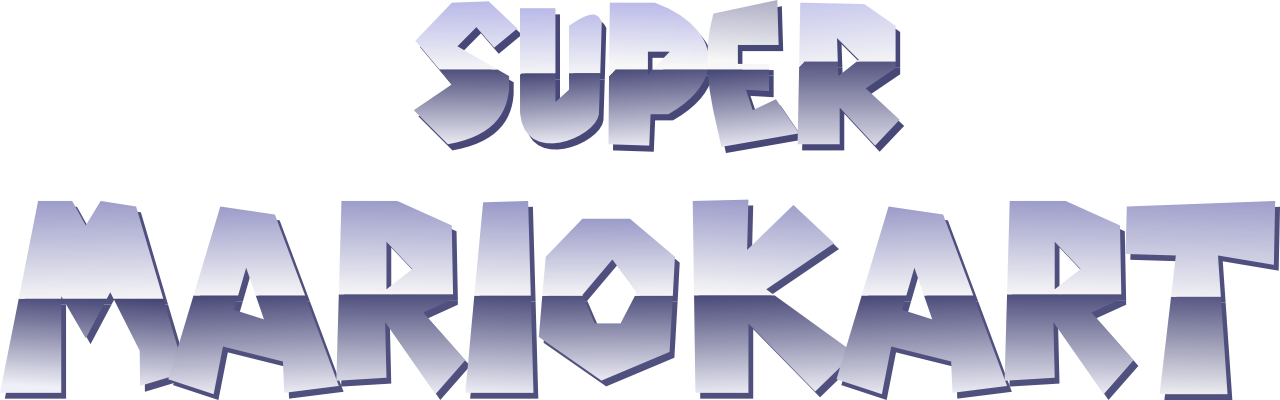
Logo von Super Mario Kart

Der erste Teil der Serie, für bis zu zwei Spieler, begründete das Genre der Fun-Racer neu.
Das Spiel war eines der ersten, die den sogenannten Mode 7 benutzten. Dies ist ein Verfahren, bei dem die Hardware des SNES ein zweidimensionales Bild, bei Mario Kart die Rennstrecke, so berechnet, dass durch Zoomen und Drehen ein dreidimensionaler Eindruck entsteht. Die Darstellung von Höhenunterschieden ist mit dieser Technik jedoch nicht möglich. Im Spielmodul ist für den Mode 7 ein Zusatz-Prozessor eingebaut, der den Hauptprozessor des SNES bei der Grafikdarstellung unterstützt.
Der Hauptteil des Spiels besteht aus vier Rennserien gegen jeweils sieben Gegner, die nacheinander und in drei aufsteigenden Hubraumklassen freigeschaltet werden müssen. Alle Rennen sind auch im 2-Spieler-Split Screen gegen dann nur sechs KIs sowie alleine oder zu zweit als Time-Trial ohne Gegner und Extras spielbar.
Des Weiteren wurde ein Battle-Mode eingeführt, bei dem zwei Spieler sich in vier verschiedenen Arenen mit diversen Waffen Luftballons von den Karts schießen müssen. Der Zwei-Spieler-Modus trug erheblich zur Popularität und Verbreitung des Spiels bei. Streckengestaltung und Items von Mario Kart waren in den Folgejahren immer wieder Inspiration für andere Fun-Racer wie Wipeout.
Es gibt acht spielbare Charaktere: Mario, Luigi, Peach, Yoshi, Toad, Koopa, Bowser und Donkey Kong Jr.

### Mario Kart 64

Logo von Mario Kart 64

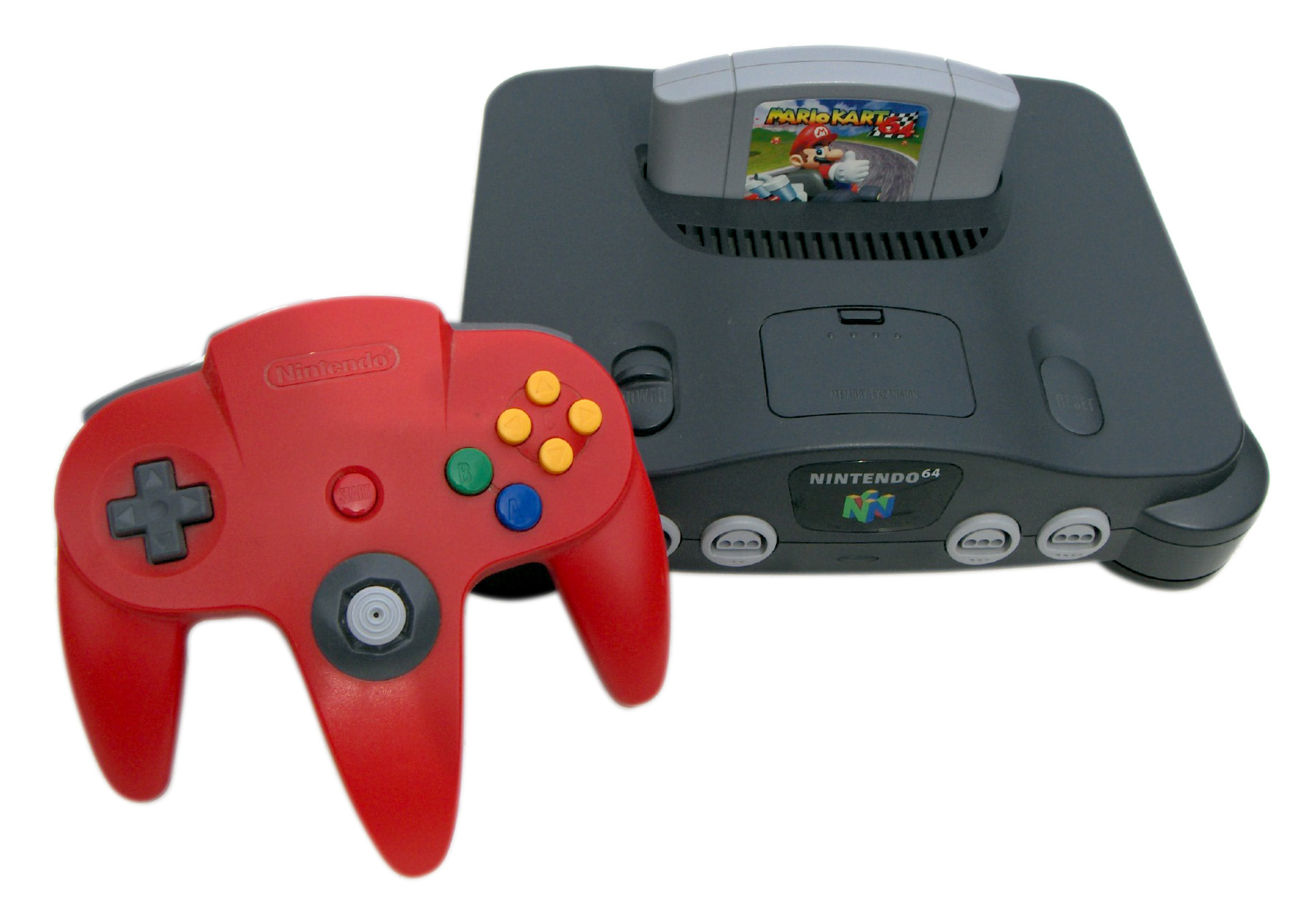
Mario-Kart-64-Modul in einem Nintendo 64 mit dazugehörigem N64-Gamepad

Mario Kart 64 hat dasselbe Spielprinzip wie seine Vorgänger in echter 3D-Grafik, mit Höhen- und Tiefenebenen sowie neuen Items und Vierspielermodus. Einzig die Karts selbst und die meisten Objekte, wie Bäume und Waffen (wie die Bananenschalen und Schildkrötenpanzer), bestehen aus 2D-Grafiken, die in ein 3D-Level gesetzt wurden. Erstmals gibt es hier auch den Miniturbo, der durch eine spezielle Drifttechnik erlangt wird. Es ist außerdem der Mario-Kart-Teil, der den Windschatten (engl. slipstreaming) eingeführt hat.
Es können bis zu vier Spieler entweder im Rennen oder in vier verschiedenen Kampf-Arenen gegeneinander antreten. Im Battle-Modus gilt es eine Art Deathmatch zu bestreiten. Bis zu vier Spieler treten in Arenen gegeneinander an. Jeder Spieler hat dabei drei Ballons an seinem Kart befestigt. Bei jedem Treffer durch ein Power-Up, bei heftigen Unfällen oder beim Fallen in Abgründe oder aus Arenen verliert ein Spieler einen Ballon. Der Spieler, der als letzter noch mindestens einen Ballon am Kart hat, gewinnt die Runde. Wenn mehr als zwei Spieler am Battle-Modus beteiligt sind und ein Spieler ausscheidet, kann er trotzdem noch begrenzt weiterspielen, solange noch zwei oder drei andere Spieler im Spiel sind. Sein Kart verwandelt sich in eine kleine, gelbe Bombe; diese kann zwar nur noch das festgehaltene Power-Up verwenden und keine neuen aufnehmen, berührt der Spieler jedoch in diesem Zustand einen der noch verbliebenen Spieler, verliert dieser einen Ballon. Die Bombe verschwindet dabei aber und der Spieler ist bis zum Ende der Runde vom Spiel ausgeschlossen.
Zwei Spieler können wie im Einzelspieler-Modus gleichzeitig am Grand Prix teilnehmen, d. h. eine Serie von vier Rennen gegen sechs weitere Computer-Spieler fahren. Ab drei Spielern kann aufgrund technischer Einschränkungen nur noch der VS-Modus gefahren werden, bei dem zwar auf den Strecken Rennen gefahren werden kann, jedoch ohne weitere CPU-Spieler, sodass dann immer nur drei oder vier Spieler im Rennen sind. Damit es dadurch trotzdem nicht zu leicht wird, bauten die Entwickler statt der Computer-Gegner fahrende Bomben und in manchen Strecken Igel ein, die den Spielern als Hindernisse im Weg sind. Weitere technische Einschränkungen sind z. B., dass im Vier-Spieler-Modus keine Musik mehr gespielt wird, nur der erste Spieler hatte Klang von seinem Kart, ebenso wurden einige Level-Details eingespart; beispielsweise variiert die Länge der Eisenbahn auf der Strecke Kalimari Wüste.
Sechs der ursprünglichen Mario-Kart-Charaktere kommen auch in diesem Spiel vor, außerdem sind zwei neue dabei. Die zwei neuen heißen Wario und Donkey Kong (Donkey Kong ist der Ersatz von Donkey Kong Jr.), der andere, der neben Donkey Kong Jr. nun nicht mehr dabei ist, ist Koopa.

### Mario Kart: Super Circuit

Logo von Mario Kart: Super Circuit

Das erste Mario Kart für ein portables Spielsystem bietet die Möglichkeit, über Linkkabel zu viert zu fahren und Geistdaten auszutauschen. Vom Grafik- und Spielstil her erinnert das Spiel stark an den ersten Teil Super Mario Kart; jedoch wurden viele Elemente vom Vorgänger auf dem Nintendo 64 übernommen. Zu fahren sind folgende Figuren: Mario, Luigi, Toad, Yoshi, Peach, Wario, Donkey Kong und Bowser. Es gibt zudem einen neuen Cup, den Blitz-Cup, und man kann durch Sammeln von mindestens 100 Münzen pro Cup SNES-Strecken freischalten, die neu in die Cups unterteilt wurden (da es bei der SNES-Version vier Cups und fünf Strecken pro Cup gibt).
Mario Kart: Super Circuit erschien am 16. Dezember 2011 im eShop der Mobilkonsole Nintendo 3DS, wo es im Rahmen des sogenannten Botschafter-Programms kostenlos für Erstkäufer heruntergeladen werden konnte. Erstkäufer werden dadurch wegen der starken Preisreduzierung der Konsole Mitte August 2011 entschädigt, indem ihnen jeweils 10 NES- und GBA-Spiele umsonst zur Verfügung gestellt werden.

### Mario Kart: Double Dash!!

Logo von Mario Kart: Double Dash!!

In der 2003 erschienenen GameCube-Version von Mario Kart wurden die Rennwagen erstmals mit zwei Spielern besetzt: einem Fahrer und einem Schützen für die Items. Im Mehrspieler-Modus können damit auch zwei Spieler ein Kart steuern. Daher hat das Spiel seinen Namen (Double ≈ Doppel-, Dash ≈ Schlag; also übersetzt Doppelschlag). Anstatt verschiedenfarbiger Karts hat jede Figur nun ihren eigenen Wagen (Autos, Lokomotiven usw.), und jedes Paar hat ein Spezial-Item.
Es werden nun auch die Karts in 3D-Grafik dargestellt.
Man kann auch mit zwei Spielern (in einem Team zusammen oder gegeneinander) einen Grand Prix starten.
Wenn in einem Team beide Spieler einen Turbostart hinlegen, gibt es ein blaues Licht (man nennt dies einen Double Dash). So wie im Vorgänger Mario Kart gibt es auch einen Battle- und einen Versusmodus. Als eines von wenigen GameCube-Spielen kann man mehrere Konsolen mit dem BBA-Zubehör zu einem Netzwerk zusammenschließen, um im sogenannten LAN-Mode mit bis zu 16 Personen zu spielen.
In diesem Spiel kommen 11 neue Charaktere vor. Es sind folgende: Baby Mario und Baby Luigi, Birdo, Diddy Kong, Waluigi, Daisy, Bowser Jr., Parakoopa, Mutant Tyranha, Toadette und König Buu Huu. Die letzten drei Charaktere muss man zuerst freischalten. Auch Toad ist freischaltbar und Koopa kommt auch wieder vor.

### Mario Kart DS

Logo von Mario Kart DS

Mario Kart DS erschien am 25. November 2005 für den Nintendo DS und war das erste Spiel, das über die Nintendo Wi-Fi Connection gespielt werden konnte. Die Online-Funktionen wurden jedoch am 20. Mai 2014 deaktiviert.
In Mario Kart DS kann man zwischen dreizehn (Shy Guy nur im Mehrspieler-Modus verfügbar) Fahrern auswählen. Davon müssen vier zunächst freigespielt werden. Des Weiteren hat jeder Fahrer drei Karts (ein Standard-Kart und zwei auf den jeweiligen Fahrer angepasste). Später kann jeder Fahrer jedes der insgesamt 36 Karts benutzen.
Außer 16 neuen Strecken, die in vier Cups unterteilt werden, kann der Spieler im Retro-Cup erstmals auch 16 ausgewählte Strecken der alten Mario-Kart-Spiele spielen. Dieses Feature wurde für alle Nachfolger übernommen.
Es werden wieder nur einzeln besetzte Karts verwendet.
Durch die speziellen Fähigkeiten des DS werden der Serie neue Spielelemente hinzugefügt:
- Während auf dem regulären Bildschirm das Rennen aus der bekannten Schulterperspektive gezeigt wird, stellt der Touchscreen entweder eine Übersichtskarte mit den gegenwärtigen Plätzen der Rennfahrer und deren Items dar oder eine Nah-Übersicht über die direkte Umgebung des Spielers.
- Im Ballonbalgerei-Wettkampf hat jeder Spieler nun fünf Luftballons, die es zu verteidigen gilt, allerdings beginnt man mit nur einem Ballon und muss die restlichen per eingebautem Mikrofon oder durch Drücken des Select-Knopfes, während nicht beschleunigt wird, aufblasen.
- Es gibt sogenannte Rennmissionen. Bei diesen muss man eine bestimmte Aufgabe erfüllen, z. B. Itemboxen zerstören oder Gegner mit Panzern abschießen, und kann am Ende jedes Levels gegen einen starken Endgegner kämpfen. Insgesamt gibt es sieben Level mit jeweils neun Rennmissionen.
- Über das DS-Download-Spiel können bis zu acht DS-Spieler mit nur einem Modul gleichzeitig spielen. Über Nintendo Wi-Fi Connection und Wireless LAN konnten bis Ende Mai 2014 bis zu vier Spieler gegeneinander online spielen.
- Außerdem gibt es vier Rennklassen: 50 cm³, 100 cm³, 150 cm³ und 150 cm³ gespiegelt
- Es gibt außerdem drei Gewichtsklassen: leicht, mittel und schwer:

| zu leicht gehören: | Yoshi, Toad, Shy Guy, Knochentrocken, Peach |
| zu mittel gehören: | Mario, Luigi, Waluigi, Daisy                |
| zu schwer gehören: | Wario, Donkey Kong, Bowser, R.O.B.          |

- Jede Gewichtsklasse hat ihre eigenen Stärken:

| leicht: | Beschleunigung: *** | Tempo: *   | Handling: *** |
| mittel: | Beschleunigung: **  | Tempo: **  | Handling: **  |
| schwer: | Beschleunigung: *   | Tempo: *** | Handling: *   |

Das Spiel wurde von Nintendo EAD entwickelt und von Nintendo veröffentlicht. Es besitzt sowohl einen Einzelspieler- als auch einen Mehrspieler-Modus.
Die Charaktere Shy Guy, R.O.B. und Knochentrocken haben ihr Debüt in diesen Spiel. Die vier Charaktere, die man zuerst freischalten muss, sind Daisy, Waluigi, Knochentrocken und R.O.B. Shy Guy kann man nur spielen, wenn kein Spieler die Mario-Kart-DS-Karte hat (die Farbe von Shy Guy ist zufällig). R.O.B. gehört nicht zum Mario-Universum, sondern war ein Zubehör für das Nintendo Entertainment System.

### Mario Kart Wii

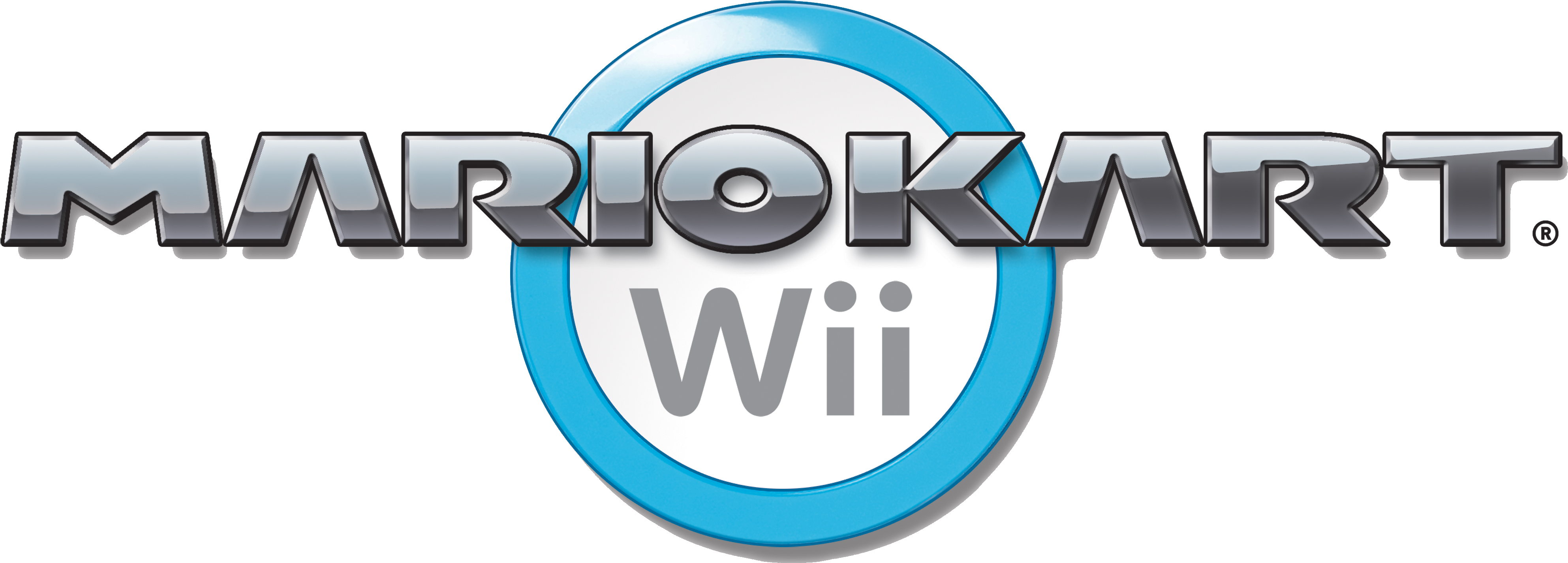
Logo von Mario Kart Wii

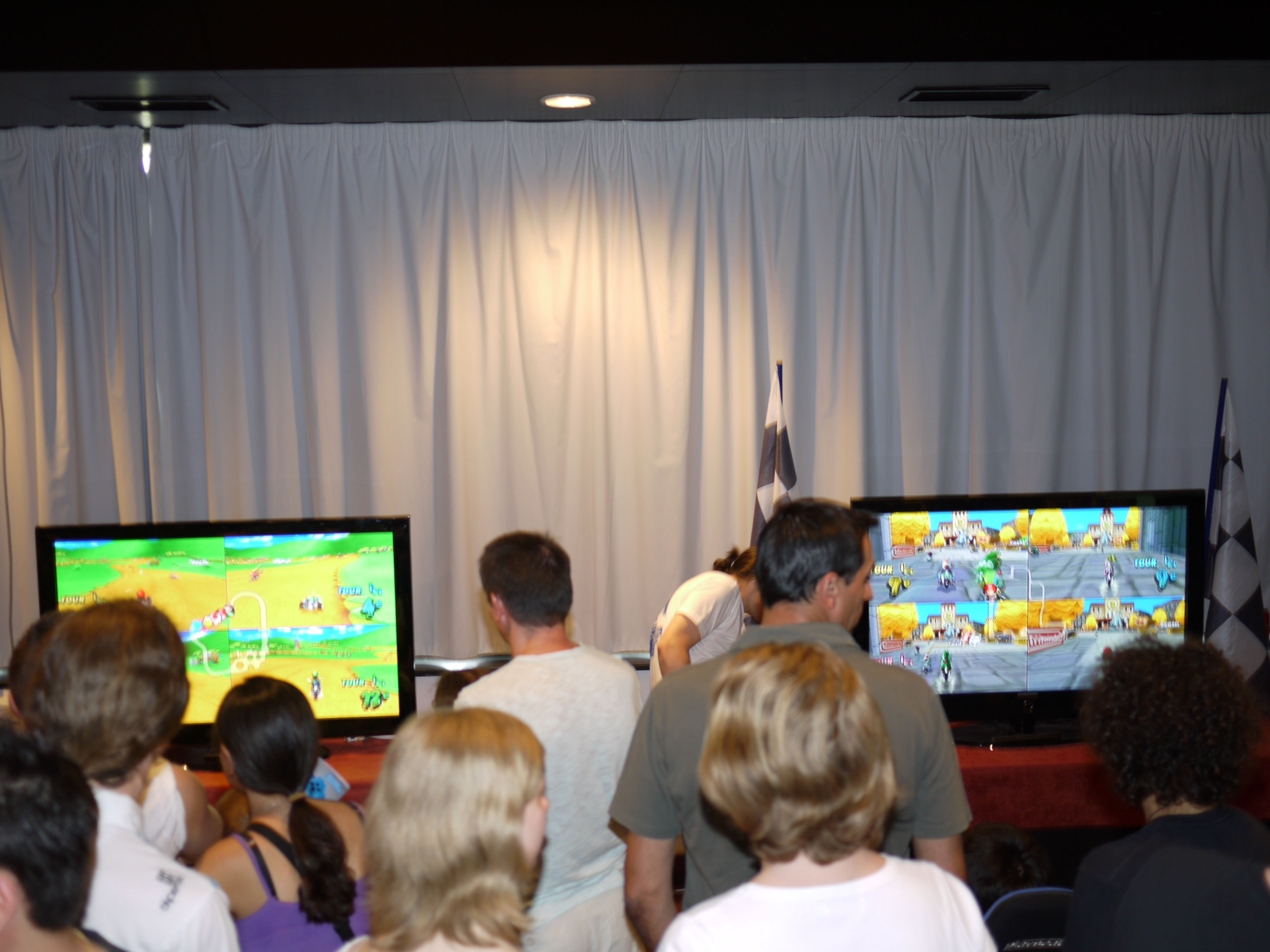
Personen spielen Mario Kart Wii auf der Messe Montpellier In Game 2010

Der Wii-Ableger verfügte bis zum 20. Mai 2014, wie zuvor auch schon Mario Kart DS, über einen Online-Mehrspieler-Modus. Die Steuerung kann, wie bei anderen Wii-Rennspielen, mit einer quer gehaltenen Wii-Fernbedienung erfolgen. Alternativ ist die Steuerung per Wiimote-Nunchuk-Kombination, Classic-Controller oder GameCube-Controller möglich. Das dem Spiel beiliegende Wii-Wheel ist eine einem Lenkrad nachempfundene Kunststoff-Form für die Wiimote.
Im Gegensatz zu Mario Kart: Double Dash!! kann nur noch mit jeweils einem Fahrer im Kart oder Motorrad gespielt werden. Dass man diesmal auch auf einem Motorrad Platz nehmen kann, ist neu. Ebenfalls neu ist, dass man statt der bisher üblichen sieben jetzt gegen elf Gegner fährt. Außerdem kann man mit seinen Miis fahren, oder alternativ mit einem von 24 Mario-Kart-Fahrern, wovon zwölf erst freigespielt werden müssen. Insgesamt verfügt Mario Kart Wii über 32 verschiedene Strecken. Davon sind 16 neu entworfen und 16 aus älteren Titeln der Reihe entnommen.
Mario Kart Wii hatte (nach Wii Fit) als zweites Wii-Spiel seinen eigenen Kanal, den Mario-Kart-Kanal, womit man seinen globalen oder kontinentalen Rang überprüfen konnte. Bis zur Abschaltung der Online-Funktionen war es außerdem möglich von anderen Spielern erstellte Geistdaten herunterzuladen. Die Online-Verbindung wurde somit völlig überarbeitet: Wenn ein Rennen unter Freunden bereits begonnen hat, konnte man sich das Rennen einfach mittels der Live-Übertragung anschauen oder sich dazuschalten.
Mario Kart Wii ist in Europa seit dem 11. April 2008 im Handel erhältlich, in Japan seit dem 10. April 2008 und in Nordamerika seit dem 27. April 2008.
Auch in Mario Kart Wii gibt es neue Figuren, und zwar Baby Peach und Baby Daisy, Knochen-Bowser, Funky Kong, Rosalina und den Mii mit seinen zwei Outfits. Alle außer Baby Peach sind freischaltbar. Auch sind wieder Figuren zurückgekehrt, nämlich Koopa, Diddy Kong, König Buu Huu, Birdo, Toadette, Bowser Jr., Baby Mario und Baby Luigi. Auch diese sind alle freischaltbar außer Baby Mario und Koopa. Ansonsten sind die Figuren Mario, Luigi, Yoshi, Peach, Donkey Kong, Bowser, Wario, Toad, Knochentrocken, Waluigi und Daisy wieder dabei. Daisy und Knochentrocken sind wie in Mario Kart DS freischaltbar.

### Mario Kart 7

Logo von Mario Kart 7

Auf der E3 2011 wurde ein neuer Mario-Kart-Titel für den Nintendo 3DS vorgestellt. Er ist am 2. Dezember 2011 in Europa erschienen. Erstmals in einem Mario-Kart-Spiel sind Strecken aus anderen Spielen verfügbar, wie aus Wii Sports Resort oder Donkey Kong Country Returns. Auch neu ist der Gleitschirm, der sich bei blauen Sprungschanzen automatisch öffnet und das Fliegen mit invertierter Steuerung über Streckenteile ermöglicht, dadurch können auch neue Abkürzungen genommen werden. Gleichzeitig kann man auch mit einer Turbine unter Wasser fahren, dabei ändert sich das Fahrverhalten aufgrund der Anziehungskraft. Beides findet man auch in den vier Retro-Cups. Wie in Super Mario Kart und Mario Kart: Super Circuit sind nun wieder Münzen auf den Strecken verteilt, mit denen der Spieler neue Kartteile freischalten kann. Diese kann er sich, auch zum ersten Mal in Mario Kart, selbst zusammenstellen und dadurch neue Karts erstellen, wählen kann man zwischen Karosserie, Reifen und Gleitschirm. Neben den neuen Items Feuerblume (wie in Mario Kart: Double Dash!! können Feuerbälle geschossen werden), Tanooki-Blatt (mit dem Waschbärenschwanz können andere Karts angerempelt und Items abgewehrt werden) und der Glückssieben (sieben Standarditems auf einmal) gibt es auch neue Charaktere. Die neuen Charaktere heißen: Lakitu, Wiggler, Metall-Mario und Honigkönigin, alle vier sind freischaltbar ebenso wie Wario, Rosalina, Shy Guy und Daisy. Der Mii ist erneut spielbar, muss jedoch zuerst wieder freigespielt werden. Dieses Mal steht ihm jedoch nur ein Outfit zur Auswahl. Alternativ gibt es die Charaktere Mario, Luigi, Toad, Bowser, Peach, Yoshi, Donkey Kong und Koopa. Einige Charaktere (wie zum Beispiel Knochen-Bowser, Funky Kong, Knochentrocken, Waluigi und einige andere) treten nicht auf.

### Mario Kart 8 & Mario Kart 8 Deluxe

Logo von Mario Kart 8

2012 wurde von Hideki Konno bei einem Interview bekanntgegeben, dass ein Mario Kart für die Wii U in Arbeit ist. Er konnte nur sagen, dass es die Funktionen der Wii U nutzen wird. Während einer Nintendo-Direct-Webshow am 23. Januar 2013 bestätigte Nintendo-Präsident Satoru Iwata ein Mario Kart für die Wii U abermals. Auf der E3 2013 wurde das Spiel von Nintendo vorgestellt. Mario Kart 8 wurde am 30. Mai 2014 für die Wii U veröffentlicht.
Mario Kart 8 ist bis jetzt der Ableger mit den meisten neuen Charakteren. Spielbar sind Baby Rosalina, Rosagold-Peach und die Koopalinge (Larry, Ludwig, Wendy, Morton, Roy, Lemmy und Iggy). Sie sind alle ebenso freischaltbar wie Lakitu, Toadette, Rosalina, Metall-Mario und die Miis. Später folgten noch zwei (kostenpflichtige) DLCs mit jeweils drei Charakteren. Davon sind fünf neu, nämlich: Katzen-Peach, Tanuki-Mario, Link, Bewohner und Melinda. Knochen-Bowser ist der sechste Fahrer, der allerdings bereits in einem Vorgänger vertreten war. Seit Mario Kart 8 ist es möglich, Amiibo im Spiel zu benutzen. Durch eine Kooperation mit Mercedes-Benz wurden im August 2014 drei Automodelle des Fahrzeugbauers als kostenloser DLC in das Spiel integriert.
Mario Kart 8 ist als Mario Kart 8 Deluxe am 28. April 2017 für die Nintendo Switch veröffentlicht worden. Diese Version beinhaltet unter anderem das Hauptspiel, alle DLCs, neue Charaktere (Knochentrocken, König Buu Huu, Bowser Jr., Inkling-Mädchen und Inkling-Junge), neue Kurse sowie einen verbesserten Kampfmodus. Außerdem ist auch die Feder und der Buu Huu wieder als Item verfügbar.
Auf einer Nintendo Direct am 9. Februar 2022 wurde ein kostenpflichtiger DLC für Mario Kart 8 Deluxe angekündigt. Der „Booster-Streckenpass“ wird aus 48 Strecken aus vorherigen Mario-Kart-Spielen in 12 Cups (je 4 Strecken) bestehen. Diese wurden in 6 Wellen bestehend aus je 2 Cups bis Ende 2023 veröffentlicht. Die erste Welle erschien am 18. März 2022, die letzte am 9. November 2023.

### Mario Kart World

Logo des Videospiels Mario Kart World für die Nintendo Switch 2

Mario Kart World wurde während der Nintendo Direct am 2. April 2025 offiziell vorgestellt. Das Spiel wurde am 5. Juni 2025 für die Nintendo Switch 2 veröffentlicht. Das Spiel hat neben den klassischen Spielmodi aus den Vorgängern einen neuen K.o.-Modus und einen Open-World-Modus mit spielbaren Nebenmissionen.

## Arcade-Reihe

### Mario Kart Arcade GP

Logo von Mario Kart Arcade GP

Dieses Spiel erschien 2005 nur in Japan, Amerika sowie Großbritannien als Spielautomat. Man fährt wieder in den traditionellen Karts aus den ersten beiden Teilen der Serie, allerdings stehen drei neue Charaktere zur Verfügung, welche nicht aus dem Mario-Universum stammen. Es sind Charaktere aus dem Pac-Man Universum. Die drei aus Pac-Man heißen: Pac-Man, Ms. Pac-Man und Blinky. Neben einem Lenkrad zur besseren Steuerung ist jeder Automat mit einer Kamera versehen, die ein Porträt des Spielers ins Spielgeschehen einbaut. Weiter kann man sich mittels am Automaten druckbarer Karte einen Account erstellen, mit dem man bei jeder Fahrt Punkte sammeln und schnellere Autos oder Gegenstände freischalten kann.
Entwickelt wurde Mario Kart Arcade GP vom japanischen Unterhaltungsunternehmen namco. Im Spiel sind sechs Rennserien spielbar, jede besteht aus vier Strecken. Nach jedem Rennen muss der Spieler weiteres Geld bzw. Chips in den Automaten einwerfen, um weiterspielen zu können, auch dann, wenn im Rennen der erste Platz erreicht wurde. Items sind in Mario Kart Arcade GP ebenfalls wieder vorhanden, allerdings wählt der Spieler am Anfang drei Stück aus, aus denen er dann jeweils eines erhält, wenn er eine Itembox überfährt. Einige Items müssen erst freigespielt werden, andere sind nur individuell vom jeweiligen Charakter einsetzbar. Einzigartig an diesem Spiel ist ein einsetzbarer Schild, der den Spieler kurzzeitig vor Itemangriffen schützt.
Die meisten der Klangeffekte wurden aus Mario Kart: Double Dash!! entnommen. Von Kritikern wurde das Gameplay zwar gelobt, das Spiel an sich wegen des hohen Preises aber oft kritisiert.
Neben den drei neuen Charakteren kommen auch die alten Charakteren aus der Mario-Universum vor, und zwar: Mario, Luigi, Peach, Yoshi, Bowser, Donkey Kong, Wario und Toad.

### Mario Kart Arcade GP 2

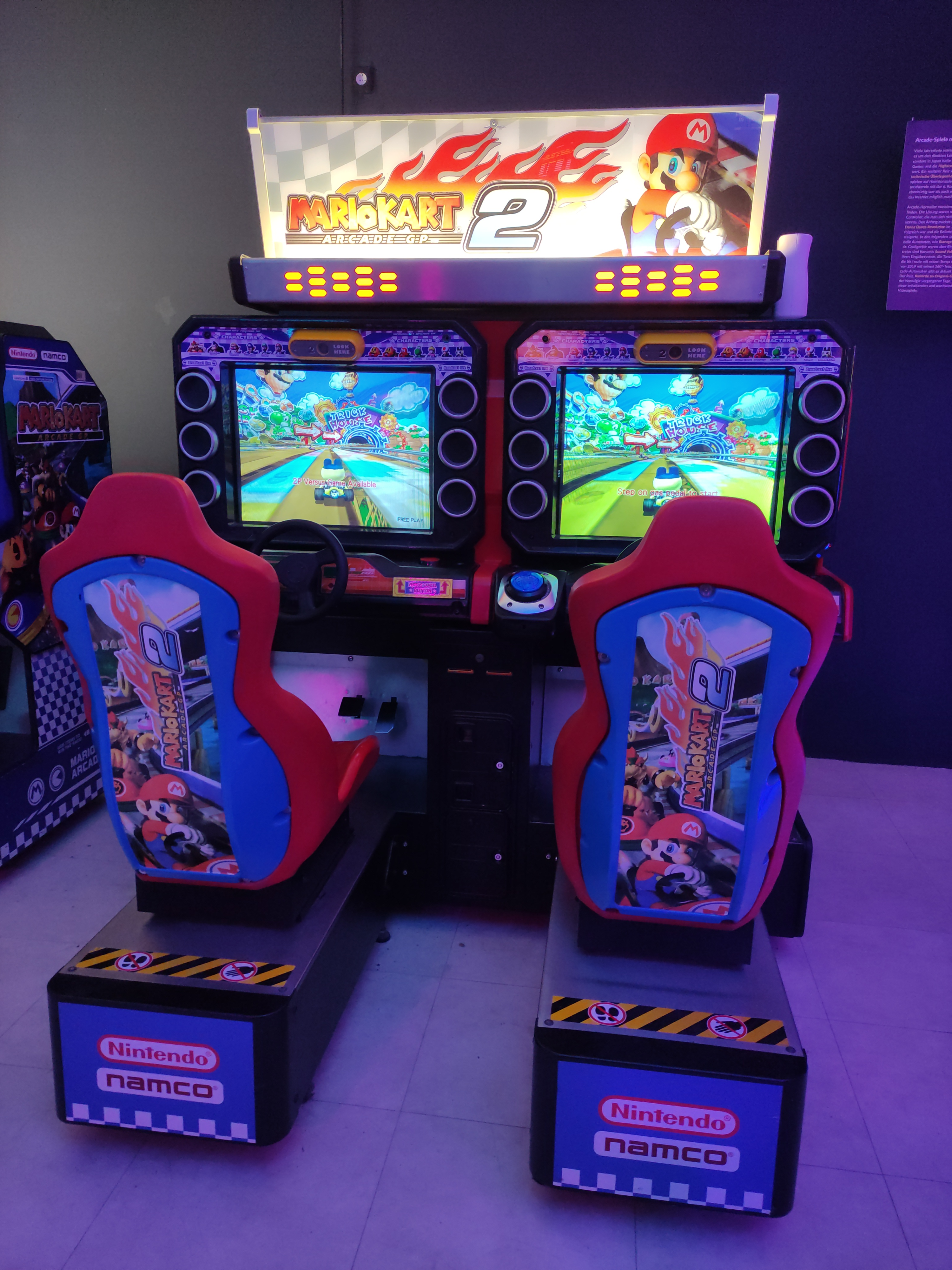
Logo von Mario Kart Arcade GP2

Im Jahr 2007 erschien der zweite Mario-Kart-Automat, Mario Kart Arcade GP 2. Zu den Neuerungen gehörten die weiteren Charaktere (Waluigi sowie Mametchi aus der Tamagotchi-Reihe), Items und Kurse. Wie bereits im ersten Teil konnte mittels einer bedruckbaren Karte der Spielfortschritt gesichert werden. Auch bei Mario Kart Arcade GP 2 ist es möglich, mit Hilfe einer integrierten Kamera das Porträt des Spielers ins Rennen einzubringen. Wie der Arcade-Vorgänger stammt auch Mario Kart GP 2 aus dem Hause Bandai Namco Entertainment.
Alle Charaktere aus den Mario Kart Arcade GP kommen vor. Es gibt zwei neue Charaktere, einer ist Mametchi und kommt nicht aus dem Mario-Universum, und Waluigi ist auch mit von der Partie.

### Mario Kart Arcade GP DX
Mario Kart Arcade GP DX ist das dritte Mario-Kart-Arcade-Spiel und ist im Juli 2013 in Japan erschienen. Das Spiel wurde von Namco Bandai Games entwickelt und von Nintendo veröffentlicht.
Wieder kommt eine neue Figur vor, die nicht aus den Mario-Universum kommt. Es ist Don-chan. Es gibt auch einen Erdbeer Don-chan und einen Held Don-chan, aber beide sind nur ein Kostüm von Don-chan. Zum ersten Mal muss man bei einem Mario-Kart-Arcade-Spiel Figuren freischalten. Die Charaktere, die man freischalten muss, heißen Bowser Jr., Waluigi und Wario. Andere Charaktere wie Rosalina, Baby Mario, Baby Peach, Metall-Mario und Gold Mario (Kostüm von Metall-Mario) sind auch dabei, man muss sie aber zuerst herunterladen. Ansonsten gibt es noch weitere Kostüm-Charaktere, und zwar Feuer-Mario (Kostüm von Mario) und Tanuki-Mario (Kostüm von Mario), Eis-Luigi (Kostüm von Luigi), Knochen-Bowser (Kostüm von Bowser), Roter und Schwarzer Yoshi (Kostüm von Yoshi), Blauer Toad (Kostüm von Toad).

### Mario Kart Arcade GP VR
Mario Kart Arcade GP VR ist das vierte Mario-Kart-Arcade-Spiel und ist am 14. Juli 2017 in Japan erschienen. Das Spiel wurde von Namco Bandai Games entwickelt und von Nintendo veröffentlicht.
Anders als bei anderen Mario-Kart-Spielen spielt man mit einer Virtual-Reality-Brille auf einem Spielautomaten. Es gibt vier verschiedene „Fahrzeuge“ mit jeweils einer bestimmten Figur. Das Gerät hat die Markenzeichen der jeweiligen Figur. Insgesamt gibt es sechs Figuren im Spiel, von denen aber nur vier spielbar sind: Mario, Peach, Luigi und Yoshi. Die anderen zwei, die man nicht spielen kann, sind Wario und Bowser. Damit ist Mario Kart Arcade GP VR bislang das Spiel mit den wenigsten spielbaren Figuren.
Außerdem hat dieser Teil nur drei Items: die Bananen, die grünen Panzer und einen Riesenhammer. Zudem kann man mit einem Gleiter fliegen.

## Weitere Ableger

### Mario Kart Virtual Cup
Mario Kart Virtual Cup ist ein abgesagtes Spiel der Mario-Kart-Reihe, welches für den Virtual Boy erschienen wäre. Das Titelbild wurde für Mario Kart: Super Circuit verwendet. Für diese Demoversion gab es drei Rennstrecken aus Super Mario Kart:
Marios Piste 1 (unter dem Namen Marios Piste)

Geistertal 2 (unter dem Namen Geisterhaus)

Regenbogen-Boulevard (unter dem Namen Regenbogen-Boulevard)

### Mario Kart Tour
Im Februar 2018 hat Nintendo angekündigt, an der Entwicklung von Mario Kart Tour für Smartphones zu arbeiten. Ursprünglich wollte man den Entwicklungsprozess bis März 2019 abschließen. Das Spiel ist im Mai 2019 in der Beta-Phase für die USA und Japan gestartet. Das Spiel wurde dann schließlich am 25. September 2019 sowohl für den Google-Play Store als auch für den App-Store veröffentlicht.
Die Steuerung vom Spiel basiert wie beim Smartphone-Spiel Super Mario Run auf dem Swipen auf dem Bildschirm nach links und rechts bzw. oben und unten (bspw. für das Auswerfen von Items). Driften und ähnliche Elemente wie Sprungturbo sind wie in den Vorgängerspielen auch hier vorhanden.

### Mario Kart Live: Home Circuit

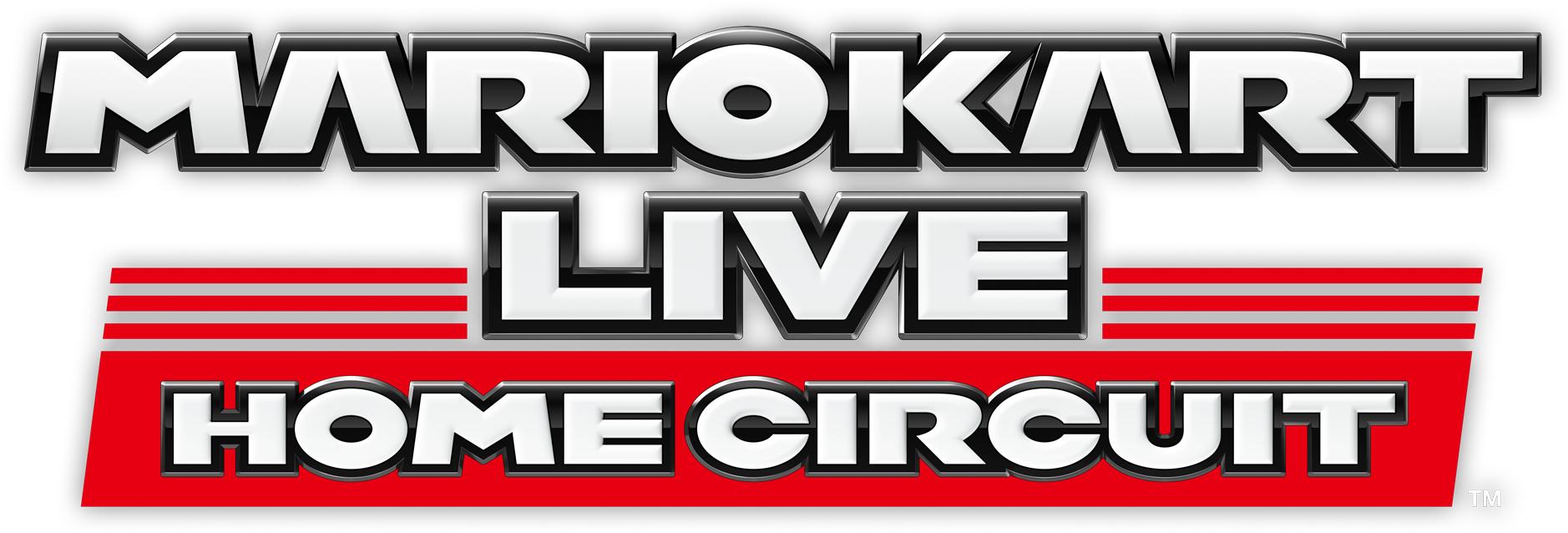
Logo von Mario Kart Live: Home Circuit

Mario Kart Live: Home Circuit ist ein Mixed-Reality-Spiel, das am 16. Oktober 2020 für die Nintendo Switch veröffentlicht wurde. Home Circuit wurde von Velan Studios entwickelt und nutzt reale funkgesteuerte Karts, die auf die Steuerung des Spielers auf der Switch reagieren. Der Spieler legt zuvor eine Strecke mit den mitgelieferten Teilen.

## Charaktere
In der Mario-Kart-Hauptserie tauchen 52 verschiedene spielbare Charaktere auf. In der Arcade-Serie sind es 23. Die meisten von diesen Charakteren sind direkt verfügbar, andere müssen erst freigeschaltet werden. Erstmals mussten Fahrer in Mario Kart: Double Dash!! freigeschaltet werden.

### Hauptserie
| Charakter in der Hauptserie | Super Mario Kart | Mario Kart 64 | Mario Kart Super Circuit | Mario Kart Double Dash | Mario Kart DS | Mario Kart Wii | Mario Kart 7 | Mario Kart 8 | Mario Kart 8: Deluxe | Insgesamt |
| --------------------------- | ---------------- | ------------- | ------------------------ | ---------------------- | ------------- | -------------- | ------------ | ------------ | -------------------- | --------- |
| Baby Daisy                  | nein             | nein          | nein                     | nein                   | nein          | Ja1            | nein         | ja           | ja                   | 3         |
| Baby Luigi                  | nein             | nein          | nein                     | ja                     | nein          | Ja1            | nein         | ja           | ja                   | 4         |
| Baby Mario                  | nein             | nein          | nein                     | ja                     | nein          | ja             | nein         | ja           | ja                   | 4         |
| Baby Peach                  | nein             | nein          | nein                     | nein                   | nein          | ja             | nein         | ja           | ja                   | 3         |
| Baby Rosalina               | nein             | nein          | nein                     | nein                   | nein          | nein           | nein         | Ja1          | ja                   | 2         |
| Bewohner                    | nein             | nein          | nein                     | nein                   | nein          | nein           | nein         | Ja4          | ja                   | 2         |
| Bewohnerin                  | nein             | nein          | nein                     | nein                   | nein          | nein           | nein         | Ja4 6        | ja                   | 2         |
| Birdo                       | nein             | nein          | nein                     | ja                     | nein          | Ja1            | nein         | nein         | Ja4 7                | 3         |
| Bowser                      | ja               | ja            | ja                       | ja                     | ja            | ja             | ja           | ja           | ja                   | 9         |
| Bowser Jr.                  | nein             | nein          | nein                     | ja                     | nein          | Ja1            | nein         | nein         | ja                   | 3         |
| Daisy                       | nein             | nein          | nein                     | ja                     | Ja1           | Ja1            | Ja1          | ja           | ja                   | 6         |
| Diddy Kong                  | nein             | nein          | nein                     | ja                     | nein          | Ja1            | nein         | nein         | Ja4                  | 3         |
| Donkey Kong                 | nein             | ja            | ja                       | ja                     | ja            | ja             | ja           | ja           | ja                   | 8         |
| Donkey Kong Jr.             | ja               | nein          | nein                     | nein                   | nein          | nein           | nein         | nein         | nein                 | 1         |
| Funky Kong                  | nein             | nein          | nein                     | nein                   | nein          | Ja1            | nein         | nein         | Ja4                  | 2         |
| Gold-Mario                  | nein             | nein          | nein                     | nein                   | nein          | nein           | nein         | nein         | Ja1                  | 1         |
| Honigkönigin                | nein             | nein          | nein                     | nein                   | nein          | nein           | Ja1          | nein         | nein                 | 1         |
| Iggy Koopa                  | nein             | nein          | nein                     | nein                   | nein          | nein           | nein         | Ja1          | ja                   | 2         |
| Inkling-Junge               | nein             | nein          | nein                     | nein                   | nein          | nein           | nein         | nein         | ja7                  | 1         |
| Inkling-Mädchen             | nein             | nein          | nein                     | nein                   | nein          | nein           | nein         | nein         | ja7                  | 1         |
| Kamek                       | nein             | nein          | nein                     | nein                   | nein          | nein           | nein         | nein         | Ja4                  | 1         |
| Katzen-Peach                | nein             | nein          | nein                     | nein                   | nein          | nein           | nein         | Ja4          | ja                   | 2         |
| Knochen-Bowser              | nein             | nein          | nein                     | nein                   | nein          | Ja1            | nein         | Ja4          | ja                   | 3         |
| Knochentrocken              | nein             | nein          | nein                     | nein                   | Ja1           | Ja1            | nein         | nein         | ja                   | 3         |
| König Buu Huu               | nein             | nein          | nein                     | Ja1                    | nein          | Ja1            | nein         | nein         | ja                   | 3         |
| Koopa                       | ja               | nein          | nein                     | ja                     | nein          | ja             | ja           | ja           | ja                   | 6         |
| Lakitu                      | nein             | nein          | nein                     | nein                   | nein          | nein           | Ja1          | Ja1          | ja                   | 3         |
| Larry Koopa                 | nein             | nein          | nein                     | nein                   | nein          | nein           | nein         | Ja1          | ja                   | 2         |
| Lemmy Koopa                 | nein             | nein          | nein                     | nein                   | nein          | nein           | nein         | Ja1          | ja                   | 2         |
| Link                        | nein             | nein          | nein                     | nein                   | nein          | nein           | nein         | Ja4          | ja                   | 2         |
| Ludwig von Koopa            | nein             | nein          | nein                     | nein                   | nein          | nein           | nein         | Ja1          | ja                   | 2         |
| Luigi                       | ja               | ja            | ja                       | ja                     | ja            | ja             | ja           | ja           | ja                   | 9         |
| Mario                       | ja               | ja            | ja                       | ja                     | ja            | ja             | ja           | ja           | ja                   | 9         |
| Melinda                     | nein             | nein          | nein                     | nein                   | nein          | nein           | nein         | Ja4          | ja                   | 2         |
| Metall-Mario                | nein             | nein          | nein                     | nein                   | nein          | nein           | Ja1          | Ja1          | ja8                  | 3         |
| Mii                         | nein             | nein          | nein                     | nein                   | nein          | Ja1 3          | Ja1          | Ja1          | ja                   | 4         |
| Morton Koopa Jr.            | nein             | nein          | nein                     | nein                   | nein          | nein           | nein         | Ja1          | ja                   | 2         |
| Mutant Tyranha              | nein             | nein          | nein                     | Ja1                    | nein          | nein           | nein         | nein         | Ja4                  | 2         |
| Parakoopa                   | nein             | nein          | nein                     | ja                     | nein          | nein           | nein         | nein         | nein                 | 1         |
| Pauline                     | nein             | nein          | nein                     | nein                   | nein          | nein           | nein         | nein         | Ja4                  | 1         |
| Peach                       | ja               | ja            | ja                       | ja                     | ja            | ja             | ja           | ja           | ja                   | 9         |
| Peachette                   | nein             | nein          | nein                     | nein                   | nein          | nein           | nein         | nein         | Ja4                  | 1         |
| R.O.B.                      | nein             | nein          | nein                     | nein                   | Ja1           | nein           | nein         | nein         | nein                 | 1         |
| Rosagold-Peach              | nein             | nein          | nein                     | nein                   | nein          | nein           | nein         | Ja1          | ja                   | 2         |
| Rosalina                    | nein             | nein          | nein                     | nein                   | nein          | Ja1            | Ja1          | Ja1          | ja                   | 4         |
| Roy Koopa                   | nein             | nein          | nein                     | nein                   | nein          | nein           | nein         | Ja1          | ja                   | 2         |
| Shy Guy                     | nein             | nein          | nein                     | nein                   | Ja2 7         | nein           | Ja1          | ja5 7        | ja7                  | 4         |
| Tanuki-Mario                | nein             | nein          | nein                     | nein                   | nein          | nein           | nein         | Ja4          | ja                   | 2         |
| Toad                        | ja               | ja            | ja                       | Ja1                    | ja            | ja             | ja           | ja           | ja                   | 9         |
| Toadette                    | nein             | nein          | nein                     | Ja1                    | nein          | Ja1            | nein         | Ja1          | ja                   | 4         |
| Waluigi                     | nein             | nein          | nein                     | ja                     | Ja1           | ja             | nein         | ja           | ja                   | 5         |
| Wario                       | nein             | ja            | ja                       | ja                     | ja            | ja             | Ja1          | ja           | ja                   | 8         |
| Wendy O. Koopa              | nein             | nein          | nein                     | nein                   | nein          | nein           | nein         | Ja1          | ja                   | 2         |
| Wiggler                     | nein             | nein          | nein                     | nein                   | nein          | nein           | Ja1          | nein         | Ja4                  | 2         |
| Yoshi                       | ja               | ja            | ja                       | ja                     | ja            | ja             | ja           | ja5 7        | ja7                  | 9         |
| Spielbare Charaktere        | 8                | 8             | 8                        | 20                     | 13            | 25             | 17           | 37           | 48                   |           |
| Charakter                   | Super Mario Kart | Mario Kart 64 | Mario Kart Super Circuit | Mario Kart Double Dash | Mario Kart DS | Mario Kart Wii | Mario Kart 7 | Mario Kart 8 | Mario Kart 8: Deluxe | Insgesamt |

### Arcade- und Mobile-Serie
| Charakter in der Arcade-Serie   | Mario Kart Arcade GP | Mario Kart Arcade GP 2 | Mario Kart Arcade GP DX | Mario Kart Arcade GP VR | Mario Kart Tour | Insgesamt |
| ------------------------------- | -------------------- | ---------------------- | ----------------------- | ----------------------- | --------------- | --------- |
| Baby Daisy                      | nein                 | nein                   | nein                    | nein                    | Ja1             | 1         |
| Baby Mario                      | nein                 | nein                   | Ja2                     | nein                    | Ja1             | 2         |
| Baby Luigi                      | nein                 | nein                   | nein                    | nein                    | Ja1 7           | 1         |
| Baby Peach                      | nein                 | nein                   | Ja2                     | nein                    | Ja1             | 2         |
| Baby Rosalina                   | nein                 | nein                   | nein                    | nein                    | Ja1 7           | 1         |
| Blauer Toad                     | nein                 | nein                   | ja3                     | nein                    | nein            | 1         |
| Blinky                          | ja                   | ja                     | nein                    | nein                    | nein            | 2         |
| Bowser                          | ja                   | ja                     | ja                      | NPC4                    | ja5             | 5         |
| Bowser Jr.                      | nein                 | nein                   | Ja1                     | nein                    | Ja1 7           | 2         |
| Prinzessin Daisy                | nein                 | nein                   | nein                    | nein                    | Ja1             | 1         |
| Diddy Kong                      | nein                 | nein                   | nein                    | nein                    | Ja1             | 1         |
| Don-chan                        | nein                 | nein                   | ja                      | nein                    | nein            | 1         |
| Donkey Kong                     | ja                   | ja                     | ja                      | nein                    | Ja1             | 4         |
| Donkey Kong Jr.                 | nein                 | nein                   | nein                    | nein                    | Ja1 7           | 1         |
| Eis Luigi                       | nein                 | nein                   | ja3                     | nein                    | nein            | 1         |
| Erdbeer Don-chan                | nein                 | nein                   | ja3                     | nein                    | nein            | 1         |
| Feuer Mario                     | nein                 | nein                   | ja3                     | nein                    | nein            | 1         |
| Gold-Mario                      | nein                 | nein                   | Ja2 3                   | nein                    | ja6             | 1         |
| Held Don-chan                   | nein                 | nein                   | ja3                     | nein                    | nein            | 1         |
| Iggy Koopa                      | nein                 | nein                   | nein                    | nein                    | Ja1 7           | 1         |
| Knochen-Bowser                  | nein                 | nein                   | ja3                     | nein                    | Ja1             | 2         |
| Knochentrocken                  | nein                 | nein                   | nein                    | nein                    | Ja1             | 1         |
| König Buu Huu                   | nein                 | nein                   | nein                    | nein                    | Ja1 7           | 1         |
| König Buu Huu (Luigi’s Mansion) | nein                 | nein                   | nein                    | nein                    | Ja1 7           | 1         |
| Koopa                           | nein                 | nein                   | nein                    | nein                    | Ja1             | 1         |
| Lakitu                          | nein                 | nein                   | nein                    | nein                    | Ja1 7           | 1         |
| Larry Koopa                     | nein                 | nein                   | nein                    | nein                    | Ja1 7           | 1         |
| Lemmy Koopa                     | nein                 | nein                   | nein                    | nein                    | Ja1 7           | 1         |
| Ludwig von Koopa                | nein                 | nein                   | nein                    | nein                    | Ja1 7           | 1         |
| Luigi                           | ja                   | ja                     | ja                      | ja                      | Ja1 7           | 5         |
| Mametchi                        | nein                 | ja                     | nein                    | nein                    | nein            | 1         |
| Mario                           | ja                   | ja                     | ja                      | ja                      | Ja1             | 5         |
| Mario (Hakama)                  | nein                 | nein                   | nein                    | nein                    | Ja1 7           | 1         |
| Mario (Musiker)                 | nein                 | nein                   | nein                    | nein                    | Ja1             | 1         |
| Metall-Mario                    | nein                 | nein                   | Ja2                     | nein                    | Ja1             | 2         |
| Morton Koopa Jr.                | nein                 | nein                   | nein                    | nein                    | Ja1 7           | 1         |
| Ms. Pac-Man                     | ja                   | ja                     | nein                    | nein                    | nein            | 2         |
| Pac-Man                         | ja                   | ja                     | ja                      | nein                    | nein            | 3         |
| Pauline                         | nein                 | nein                   | nein                    | nein                    | Ja1             | 1         |
| Prinzessin Peach                | ja                   | ja                     | ja                      | ja                      | ja5             | 5         |
| Peach (Kimono)                  | nein                 | nein                   | nein                    | nein                    | Ja1 7           | 1         |
| Peachette                       | nein                 | nein                   | nein                    | nein                    | ja5             | 1         |
| Rosalina                        | nein                 | nein                   | Ja2                     | nein                    | Ja1 7           | 2         |
| Rosalina (Halloween)            | nein                 | nein                   | nein                    | nein                    | Ja1 7           | 1         |
| Roter Yoshi                     | nein                 | nein                   | ja3                     | nein                    | nein            | 1         |
| Roy Koopa                       | nein                 | nein                   | nein                    | nein                    | Ja1 7           | 1         |
| Schwarzer Yoshi                 | nein                 | nein                   | ja3                     | nein                    | nein            | 1         |
| Shy Guy                         | nein                 | nein                   | nein                    | nein                    | Ja1             | 1         |
| Shy Guy (Chef-Koch)             | nein                 | nein                   | nein                    | nein                    | ? 8             | 1         |
| Tanuki-Mario                    | nein                 | nein                   | ja3                     | nein                    | nein            | 1         |
| Toad                            | ja                   | ja                     | ja                      | nein                    | ja5             | 4         |
| Toadette                        | nein                 | nein                   | nein                    | nein                    | ja5             | 1         |
| Waluigi                         | nein                 | ja                     | Ja1                     | nein                    | Ja1 7           | 3         |
| Wario                           | ja                   | ja                     | Ja1                     | NPC4                    | Ja1 7           | 5         |
| Wendy O. Koopa                  | nein                 | nein                   | nein                    | nein                    | Ja1 7           | 1         |
| Yoshi                           | ja                   | ja                     | ja                      | ja                      | Ja1             | 5         |
| Spielbare Charaktere            | 11                   | 13                     | 26                      | 6                       | 41 (42)         |           |
| Charakter                       | Mario Kart Arcade GP | Mario Kart Arcade GP 2 | Mario Kart Arcade GP DX | Mario Kart Arcade GP VR | Mario Kart Tour | Insgesamt |

Bei den Fahrern Blinky, Ms. Pac-Man und Pac-Man handelt es sich nicht um Wesen aus dem „Mario-Universum“, ebenso wenig beim eigentlichen Tamagotchi Mametchi und Don-chan/Erdbeer Don-chan. Diese sechs Figuren nehmen allerdings nur an den Spielhallen-Varianten der Mario-Kart-Spiele teil. Bei R.O.B. handelt es sich um einen Roboter, der zum Zubehör des Nintendo Entertainment System zählt. Link, Melinda sowie der Bewohner und die Bewohnerin gehören ebenfalls nicht zu dem „Mario-Universum“; Link kommt aus The Legend of Zelda und die anderen zwei kommen aus Animal Crossing. Die Miis sind in einigen Spielen der Nintendo Wii die handelnden Spielpersonen. Bei dem Rest der Figuren handelt es sich um Lebewesen aus dem Mario-Universum.

## Strecken
| Strecke in der Hauptserie       | Super Mario Kart (SNES) | Mario Kart 64 (N64) | Mario Kart Super Circuit (GBA) | Mario Kart Double Dash (GC) | Mario Kart DS (DS) | Mario Kart Wii (Wii) | Mario Kart 7 (3DS) | Mario Kart 8 / Deluxe (Wii U/Switch) | Mario Kart World (Switch 2) | Anzahl der Auftritte |
| ------------------------------- | ----------------------- | ------------------- | ------------------------------ | --------------------------- | ------------------ | -------------------- | ------------------ | ------------------------------------ | --------------------------- | -------------------- |
| Achterpiste                     | nein                    | nein                | nein                           | nein                        | ja                 | nein                 | nein               | nein                                 | nein                        | 1                    |
| Animal Crossing-Dorf            | nein                    | nein                | nein                           | nein                        | nein               | nein                 | nein               | Ja1                                  | nein                        | 1                    |
| Athen auf Abwegen               | nein                    | nein                | nein                           | nein                        | nein               | nein                 | nein               | Ja2 4                                | nein                        | 1                    |
| Aurora-Ausblick                 | nein                    | nein                | nein                           | nein                        | nein               | nein                 | nein               | nein                                 | ja                          | 1                    |
| Ausfahrt Amsterdam              | nein                    | nein                | nein                           | nein                        | nein               | nein                 | nein               | Ja2 4                                | nein                        | 1                    |
| Baby-Park                       | nein                    | nein                | nein                           | ja                          | ja                 | nein                 | nein               | Ja1                                  | nein                        | 3                    |
| Bad-Parcours                    | nein                    | nein                | nein                           | nein                        | nein               | nein                 | nein               | Ja2                                  | nein                        | 1                    |
| Bangkok-Abendrot                | nein                    | nein                | nein                           | nein                        | nein               | nein                 | nein               | Ja2 4                                | nein                        | 1                    |
| Baumwipfelpfad                  | nein                    | nein                | nein                           | nein                        | nein               | nein                 | nein               | nein                                 | ja                          | 1                    |
| Bergbescherung                  | nein                    | nein                | nein                           | nein                        | nein               | nein                 | nein               | Ja2 4                                | nein                        | 1                    |
| Big Blue                        | nein                    | nein                | nein                           | nein                        | nein               | nein                 | nein               | Ja1                                  | nein                        | 1                    |
| Blätterwald                     | nein                    | nein                | nein                           | nein                        | nein               | ja                   | ja                 | Ja2                                  | nein                        | 3                    |
| Bowsers Festung 1 (SNES)        | ja                      | nein                | ja                             | nein                        | nein               | nein                 | nein               | nein                                 | nein                        | 2                    |
| Bowsers Festung 2 (SNES)        | ja                      | nein                | ja                             | nein                        | nein               | nein                 | nein               | nein                                 | nein                        | 2                    |
| Bowsers Festung 3 (SNES)        | ja                      | nein                | ja                             | nein                        | nein               | nein                 | nein               | Ja2                                  | nein                        | 3                    |
| Bowsers Festung (N64)           | nein                    | ja                  | nein                           | nein                        | nein               | ja                   | nein               | nein                                 | nein                        | 2                    |
| Bowsers Festung 1 (GBA)         | nein                    | nein                | ja                             | nein                        | nein               | nein                 | ja                 | nein                                 | nein                        | 2                    |
| Bowsers Festung 2 (GBA)         | nein                    | nein                | ja                             | nein                        | ja                 | nein                 | nein               | nein                                 | nein                        | 2                    |
| Bowsers Festung 3 (GBA)         | nein                    | nein                | ja                             | nein                        | nein               | ja                   | nein               | nein                                 | nein                        | 2                    |
| Bowsers Festung 4 (GBA)         | nein                    | nein                | ja                             | nein                        | nein               | nein                 | nein               | nein                                 | nein                        | 1                    |
| Bowsers Festung (GC)            | nein                    | nein                | nein                           | ja                          | nein               | nein                 | nein               | nein                                 | nein                        | 1                    |
| Bowsers Festung (DS)            | nein                    | nein                | nein                           | nein                        | ja                 | nein                 | nein               | nein                                 | nein                        | 1                    |
| Bowsers Festung (Wii)           | nein                    | nein                | nein                           | nein                        | nein               | ja                   | nein               | nein                                 | nein                        | 1                    |
| Bowsers Festung (3DS)           | nein                    | nein                | nein                           | nein                        | nein               | nein                 | ja                 | nein                                 | nein                        | 1                    |
| Bowsers Festung (Wii U3)        | nein                    | nein                | nein                           | nein                        | nein               | nein                 | nein               | ja                                   | nein                        | 1                    |
| Bowsers Festung (Switch 2)      | nein                    | nein                | nein                           | nein                        | nein               | nein                 | nein               | nein                                 | ja                          | 1                    |
| Buu Huu-Tal                     | nein                    | nein                | ja                             | nein                        | nein               | nein                 | nein               | Ja2                                  | nein                        | 2                    |
| Cheep Cheep-Bucht               | nein                    | nein                | nein                           | nein                        | nein               | nein                 | ja                 | nein                                 | nein                        | 1                    |
| Cheep Cheep-Insel               | nein                    | nein                | ja                             | nein                        | nein               | nein                 | nein               | nein                                 | nein                        | 1                    |
| Cheep Cheep-Kaskaden            | nein                    | nein                | nein                           | nein                        | nein               | nein                 | nein               | nein                                 | ja                          | 1                    |
| Cheep Cheep-Strand              | nein                    | nein                | nein                           | nein                        | ja                 | nein                 | nein               | ja                                   | nein                        | 2                    |
| Daisyhausen                     | nein                    | nein                | nein                           | nein                        | nein               | nein                 | ja                 | nein                                 | nein                        | 1                    |
| Daisys Dampfer                  | nein                    | nein                | nein                           | ja                          | nein               | nein                 | ja                 | Ja2                                  | nein                        | 3                    |
| Daisys Piste                    | nein                    | nein                | nein                           | nein                        | nein               | ja                   | nein               | Ja2                                  | nein                        | 2                    |
| Dampflok-Gipfel                 | nein                    | nein                | nein                           | nein                        | nein               | nein                 | nein               | nein                                 | ja                          | 1                    |
| Delfinlagune                    | nein                    | nein                | nein                           | nein                        | nein               | nein                 | nein               | ja                                   | nein                        | 1                    |
| Dinodino-Dschungel              | nein                    | nein                | nein                           | ja                          | nein               | nein                 | ja                 | nein                                 | ja                          | 3                    |
| Discodrom                       | nein                    | nein                | nein                           | nein                        | nein               | nein                 | nein               | ja                                   | nein                        | 1                    |
| DK Alpin                        | nein                    | nein                | nein                           | nein                        | ja                 | nein                 | ja                 | nein                                 | ja                          | 3                    |
| DK Bergland                     | nein                    | nein                | nein                           | ja                          | nein               | ja                   | nein               | Ja2                                  | nein                        | 3                    |
| DK Dschungel                    | nein                    | nein                | nein                           | nein                        | nein               | nein                 | ja                 | ja                                   | nein                        | 2                    |
| DKs Dschungelpark               | nein                    | ja                  | nein                           | nein                        | nein               | ja                   | nein               | nein                                 | nein                        | 2                    |
| DK Skikane                      | nein                    | nein                | nein                           | nein                        | nein               | ja                   | nein               | Ja2                                  | nein                        | 2                    |
| DK-Startrampe                   | nein                    | nein                | nein                           | nein                        | nein               | nein                 | nein               | nein                                 | ja                          | 1                    |
| Donut-Ebene 1                   | ja                      | nein                | ja                             | nein                        | ja                 | nein                 | nein               | nein                                 | nein                        | 3                    |
| Donut-Ebene 2                   | ja                      | nein                | ja                             | nein                        | nein               | nein                 | nein               | nein                                 | nein                        | 2                    |
| Donut-Ebene 3                   | ja                      | nein                | ja                             | nein                        | nein               | nein                 | nein               | ja                                   | nein                        | 3                    |
| Eiscreme-Eskapade               | nein                    | nein                | nein                           | nein                        | nein               | nein                 | nein               | Ja2                                  | ja                          | 2                    |
| Excitebike-Stadion              | nein                    | nein                | nein                           | nein                        | nein               | nein                 | nein               | Ja1                                  | nein                        | 1                    |
| Fliegende Festung               | nein                    | nein                | nein                           | nein                        | ja                 | nein                 | ja                 | nein                                 | ja                          | 3                    |
| Flussufer-Park                  | nein                    | nein                | ja                             | nein                        | nein               | nein                 | nein               | Ja2                                  | nein                        | 2                    |
| Gebirgspfad                     | nein                    | nein                | nein                           | nein                        | nein               | nein                 | ja                 | Ja2                                  | nein                        | 2                    |
| Geistertal 1                    | ja                      | nein                | ja                             | nein                        | nein               | nein                 | nein               | nein                                 | Ja6                         | 2 (+1)               |
| Geistertal 2                    | ja                      | nein                | ja                             | nein                        | nein               | ja                   | nein               | nein                                 | Ja6                         | 3 (+1)               |
| Geistertal 3                    | ja                      | nein                | ja                             | nein                        | nein               | nein                 | nein               | nein                                 | Ja6                         | 2 (+1)               |
| Glühheisse Wüste                | nein                    | nein                | nein                           | nein                        | ja                 | ja                   | nein               | nein                                 | ja                          | 3                    |
| Große Drachenmauer              | nein                    | nein                | nein                           | nein                        | nein               | nein                 | nein               | Ja1                                  | nein                        | 1                    |
| Gruselwusel-Villa               | nein                    | nein                | nein                           | nein                        | nein               | nein                 | nein               | ja                                   | nein                        | 1                    |
| Hyrule-Piste                    | nein                    | nein                | nein                           | nein                        | nein               | nein                 | nein               | Ja1                                  | nein                        | 1                    |
| Instrumentalpiste               | nein                    | nein                | nein                           | nein                        | nein               | nein                 | ja                 | ja                                   | nein                        | 2                    |
| Kalimari-Wüste                  | nein                    | ja                  | nein                           | nein                        | nein               | nein                 | ja                 | Ja2                                  | nein                        | 3                    |
| Käseland                        | nein                    | nein                | ja                             | nein                        | nein               | nein                 | nein               | Ja1                                  | nein                        | 2                    |
| Kino Buu Huu                    | nein                    | nein                | nein                           | nein                        | nein               | nein                 | nein               | nein                                 | ja                          | 1                    |
| Knochentrockene Dünen           | nein                    | nein                | nein                           | nein                        | nein               | nein                 | nein               | ja                                   | nein                        | 1                    |
| Knochentrocken-Vulkan           | nein                    | nein                | nein                           | nein                        | nein               | nein                 | nein               | nein                                 | ja                          | 1                    |
| Kokos-Promenade                 | nein                    | nein                | nein                           | nein                        | nein               | ja                   | ja                 | Ja2                                  | nein                        | 3                    |
| Königliche Rennpiste            | nein                    | ja                  | nein                           | nein                        | nein               | nein                 | nein               | ja                                   | nein                        | 2                    |
| Koopa-Großstadtfieber           | nein                    | nein                | nein                           | nein                        | nein               | nein                 | ja                 | Ja1                                  | nein                        | 2                    |
| Koopa-Kap                       | nein                    | nein                | nein                           | nein                        | nein               | ja                   | ja                 | Ja2                                  | nein                        | 3                    |
| Koopa Strand 1 (SNES)           | ja                      | nein                | ja                             | nein                        | nein               | nein                 | nein               | nein                                 | Ja6                         | 2 (+1)               |
| Koopa Strand 2 (SNES)           | ja                      | nein                | ja                             | nein                        | ja                 | nein                 | nein               | nein                                 | ja                          | 4                    |
| Koopa Strand (N64)              | nein                    | ja                  | nein                           | nein                        | nein               | nein                 | ja                 | nein                                 | nein                        | 2                    |
| Kronen-Metropole                | nein                    | nein                | nein                           | nein                        | nein               | nein                 | nein               | nein                                 | ja                          | 1                    |
| Kuhmuh-Farm                     | nein                    | ja                  | nein                           | nein                        | ja                 | nein                 | nein               | nein                                 | nein                        | 2                    |
| Kuhmuh-Weide                    | nein                    | nein                | nein                           | nein                        | nein               | ja                   | nein               | ja                                   | ja                          | 3                    |
| London-Tour                     | nein                    | nein                | nein                           | nein                        | nein               | nein                 | nein               | Ja2 4                                | nein                        | 1                    |
| Los-Angeles-Strandpartie        | nein                    | nein                | nein                           | nein                        | nein               | nein                 | nein               | Ja2 4                                | nein                        | 1                    |
| Luigi’s Mansion                 | nein                    | nein                | nein                           | nein                        | ja                 | nein                 | ja                 | nein                                 | nein                        | 2                    |
| Luigis Piste (GBA)              | nein                    | nein                | ja                             | nein                        | ja                 | nein                 | nein               | nein                                 | nein                        | 2                    |
| Luigis Piste (GC)               | nein                    | nein                | nein                           | ja                          | ja                 | nein                 | nein               | nein                                 | nein                        | 2                    |
| Luigis Piste (Wii)              | nein                    | nein                | nein                           | nein                        | nein               | ja                   | nein               | nein                                 | nein                        | 1                    |
| Luigis Rennpiste                | nein                    | ja                  | nein                           | nein                        | nein               | nein                 | ja                 | nein                                 | nein                        | 2                    |
| Mario Bros.-Piste               | nein                    | nein                | nein                           | nein                        | nein               | nein                 | nein               | nein                                 | ja                          | 1                    |
| Mario Kart-Stadion              | nein                    | nein                | nein                           | nein                        | nein               | nein                 | nein               | ja                                   | nein                        | 1                    |
| Marios Metro                    | nein                    | nein                | nein                           | nein                        | nein               | nein                 | nein               | Ja1                                  | nein                        | 1                    |
| Marios Piste 1 (SNES)           | ja                      | nein                | ja                             | nein                        | ja                 | nein                 | nein               | nein                                 | ja5                         | 4                    |
| Marios Piste 2 (SNES)           | ja                      | nein                | ja                             | nein                        | nein               | nein                 | ja                 | nein                                 | ja5                         | 4                    |
| Marios Piste 3 (SNES)           | ja                      | nein                | ja                             | nein                        | nein               | ja                   | nein               | Ja2                                  | ja5                         | 5                    |
| Marios Piste 4 (SNES)           | ja                      | nein                | ja                             | nein                        | nein               | nein                 | nein               | nein                                 | nein                        | 2                    |
| Marios Piste (GBA)              | nein                    | nein                | ja                             | nein                        | nein               | nein                 | nein               | ja                                   | nein                        | 2                    |
| Marios Piste (GC)               | nein                    | nein                | nein                           | ja                          | nein               | ja                   | nein               | nein                                 | nein                        | 2                    |
| Marios Piste (DS)               | nein                    | nein                | nein                           | nein                        | ja                 | nein                 | nein               | Ja2                                  | nein                        | 2                    |
| Marios Piste (Wii)              | nein                    | nein                | nein                           | nein                        | nein               | ja                   | nein               | nein                                 | nein                        | 1                    |
| Marios Piste (3DS)              | nein                    | nein                | nein                           | nein                        | nein               | nein                 | ja                 | nein                                 | nein                        | 1                    |
| Marios Piste (Wii U3)           | nein                    | nein                | nein                           | nein                        | nein               | nein                 | nein               | ja                                   | nein                        | 2                    |
| Marios Rennpiste                | nein                    | ja                  | nein                           | nein                        | nein               | ja                   | nein               | nein                                 | nein                        | 2                    |
| Mondblickstraße                 | nein                    | nein                | nein                           | nein                        | nein               | ja                   | nein               | Ja2                                  | nein                        | 2                    |
| Mute City                       | nein                    | nein                | nein                           | nein                        | nein               | nein                 | nein               | Ja1                                  | nein                        | 1                    |
| New-York-Speedway               | nein                    | nein                | nein                           | nein                        | nein               | nein                 | nein               | Ja2 4                                | nein                        | 1                    |
| Ninja-Dojo                      | nein                    | nein                | nein                           | nein                        | nein               | nein                 | nein               | Ja2 4                                | nein                        | 1                    |
| Paris-Parcours                  | nein                    | nein                | nein                           | nein                        | nein               | nein                 | nein               | Ja2 4                                | nein                        | 1                    |
| Party-Straße                    | nein                    | nein                | ja                             | nein                        | nein               | nein                 | nein               | Ja1                                  | nein                        | 2                    |
| Peach Beach                     | nein                    | nein                | nein                           | ja                          | nein               | ja                   | nein               | nein                                 | ja                          | 3                    |
| Peachs Piste                    | nein                    | nein                | ja                             | nein                        | ja                 | nein                 | nein               | nein                                 | nein                        | 2                    |
| Peachs Schlossgarten            | nein                    | nein                | nein                           | nein                        | ja                 | nein                 | nein               | Ja2                                  | nein                        | 2                    |
| Peach-Stadion                   | nein                    | nein                | nein                           | nein                        | nein               | nein                 | nein               | nein                                 | ja                          | 1                    |
| Pflaster von Berlin             | nein                    | nein                | nein                           | nein                        | nein               | nein                 | nein               | Ja2 4                                | nein                        | 1                    |
| Piazzale Delfino                | nein                    | nein                | nein                           | nein                        | ja                 | ja                   | nein               | nein                                 | nein                        | 2                    |
| Pilz-Brücke                     | nein                    | nein                | nein                           | ja                          | ja                 | nein                 | nein               | nein                                 | nein                        | 1                    |
| Pilz-City                       | nein                    | nein                | nein                           | ja                          | nein               | nein                 | nein               | nein                                 | nein                        | 1                    |
| Pilz-Pass                       | nein                    | nein                | nein                           | nein                        | ja                 | nein                 | nein               | Ja2                                  | nein                        | 2                    |
| Pilz-Schlucht                   | nein                    | nein                | nein                           | nein                        | nein               | ja                   | ja                 | Ja2                                  | nein                        | 3                    |
| Piranha-Pflanzen-Bucht          | nein                    | nein                | nein                           | nein                        | nein               | nein                 | nein               | Ja2 4                                | nein                        | 1                    |
| Polar-Parcours                  | nein                    | ja                  | nein                           | nein                        | ja                 | nein                 | nein               | nein                                 | nein                        | 2                    |
| Polarkreis-Parcours             | nein                    | nein                | nein                           | nein                        | nein               | nein                 | nein               | Ja1                                  | nein                        | 1                    |
| Pusteblumen-Garten              | nein                    | nein                | nein                           | nein                        | nein               | nein                 | nein               | nein                                 | ja                          | 1                    |
| Regenbogen-Boulevard (SNES)     | ja                      | nein                | ja                             | nein                        | nein               | nein                 | ja                 | Ja1                                  | nein                        | 4                    |
| Regenbogen-Boulevard (N64)      | nein                    | ja                  | nein                           | nein                        | nein               | nein                 | nein               | ja                                   | nein                        | 2                    |
| Regenbogen-Boulevard (GBA)      | nein                    | nein                | ja                             | nein                        | nein               | nein                 | nein               | nein                                 | nein                        | 1                    |
| Regenbogen-Boulevard (GC)       | nein                    | nein                | nein                           | ja                          | nein               | nein                 | nein               | nein                                 | nein                        | 1                    |
| Regenbogen-Boulevard (DS)       | nein                    | nein                | nein                           | nein                        | ja                 | nein                 | nein               | nein                                 | nein                        | 1                    |
| Regenbogen-Boulevard (Wii)      | nein                    | nein                | nein                           | nein                        | nein               | ja                   | nein               | Ja2                                  | nein                        | 2                    |
| Regenbogen-Boulevard (3DS)      | nein                    | nein                | nein                           | nein                        | nein               | nein                 | ja                 | Ja2                                  | nein                        | 2                    |
| Regenbogen-Boulevard (Wii U3)   | nein                    | nein                | nein                           | nein                        | nein               | nein                 | nein               | ja                                   | nein                        | 1                    |
| Regenbogen-Boulevard (Switch 2) | nein                    | nein                | nein                           | nein                        | nein               | nein                 | nein               | nein                                 | ja                          | 1                    |
| Röhrenraserei                   | nein                    | nein                | nein                           | nein                        | nein               | nein                 | ja                 | ja                                   | nein                        | 2                    |
| Rom-Rambazamba                  | nein                    | nein                | nein                           | nein                        | nein               | nein                 | nein               | Ja2 4                                | nein                        | 1                    |
| Rosalinas Eisplanet             | nein                    | nein                | nein                           | nein                        | nein               | nein                 | ja                 | Ja2                                  | nein                        | 2                    |
| Salzwasser-Serpentinen          | nein                    | nein                | nein                           | nein                        | nein               | nein                 | nein               | nein                                 | ja                          | 1                    |
| Schneeland                      | nein                    | nein                | ja                             | nein                        | nein               | nein                 | nein               | Ja2                                  | nein                        | 2                    |
| Schoko-Insel 1                  | ja                      | nein                | ja                             | nein                        | nein               | nein                 | nein               | nein                                 | Ja6                         | 2 (+1)               |
| Schoko-Insel 2                  | ja                      | nein                | ja                             | nein                        | ja                 | nein                 | nein               | nein                                 | Ja6                         | 3 (+1)               |
| Schoko-Sumpf                    | nein                    | ja                  | nein                           | nein                        | ja                 | nein                 | nein               | Ja2                                  | ja                          | 4                    |
| Seeufer-Park                    | nein                    | nein                | ja                             | nein                        | nein               | nein                 | nein               | nein                                 | nein                        | 1                    |
| Shy Guys Basar                  | nein                    | nein                | nein                           | nein                        | nein               | nein                 | ja                 | nein                                 | ja                          | 2                    |
| Shy Guy-Strand                  | nein                    | nein                | ja                             | nein                        | nein               | ja                   | nein               | nein                                 | nein                        | 2                    |
| Shy Guys Wasserfälle            | nein                    | nein                | nein                           | nein                        | nein               | nein                 | nein               | ja                                   | nein                        | 1                    |
| Sonnenflughafen                 | nein                    | nein                | nein                           | nein                        | nein               | nein                 | nein               | ja                                   | nein                        | 1                    |
| Sonnenuntergangs-Wüste          | nein                    | nein                | ja                             | nein                        | nein               | nein                 | nein               | Ja2                                  | nein                        | 2                    |
| Sorbet-Land (N64)               | nein                    | ja                  | nein                           | nein                        | nein               | ja                   | nein               | nein                                 | nein                        | 2                    |
| Sorbet-Land (GC)                | nein                    | nein                | nein                           | ja                          | nein               | nein                 | nein               | ja                                   | nein                        | 2                    |
| Spukpfad                        | nein                    | ja                  | nein                           | nein                        | ja                 | nein                 | nein               | nein                                 | nein                        | 2                    |
| Stadtrundfahrt Madrid           | nein                    | nein                | nein                           | nein                        | nein               | nein                 | nein               | Ja2 4                                | nein                        | 1                    |
| Staubtrockene Ruinen            | nein                    | nein                | nein                           | nein                        | nein               | ja                   | nein               | nein                                 | nein                        | 1                    |
| Staubtrockene Wüste             | nein                    | nein                | nein                           | ja                          | nein               | nein                 | nein               | ja                                   | nein                        | 2                    |
| Steinblock-Ruinen               | nein                    | nein                | nein                           | nein                        | nein               | nein                 | nein               | ja                                   | nein                        | 1                    |
| Sydney-Spritztour               | nein                    | nein                | nein                           | nein                        | nein               | nein                 | nein               | Ja2 4                                | nein                        | 1                    |
| Ticktack-Trauma                 | nein                    | nein                | nein                           | nein                        | ja                 | nein                 | nein               | ja                                   | nein                        | 2                    |
| Toads Autobahn                  | nein                    | ja                  | nein                           | nein                        | nein               | nein                 | nein               | ja                                   | nein                        | 2                    |
| Toads Fabrik                    | nein                    | nein                | nein                           | nein                        | nein               | ja                   | nein               | nein                                 | ja                          | 2                    |
| Toads Hafenstadt                | nein                    | nein                | nein                           | nein                        | nein               | nein                 | nein               | ja                                   | nein                        | 1                    |
| Toads Piste                     | nein                    | nein                | nein                           | nein                        | nein               | nein                 | ja                 | Ja2                                  | nein                        | 2                    |
| Tokio-Tempotour                 | nein                    | nein                | nein                           | nein                        | nein               | nein                 | nein               | Ja2 4                                | nein                        | 1                    |
| Überholspur Singapur            | nein                    | nein                | nein                           | nein                        | nein               | nein                 | nein               | Ja2 4                                | nein                        | 1                    |
| Vancouver-Wildpfad              | nein                    | nein                | nein                           | nein                        | nein               | nein                 | nein               | Ja2 4                                | nein                        | 1                    |
| Vanille-See 1                   | ja                      | nein                | ja                             | nein                        | nein               | nein                 | nein               | nein                                 | Ja6                         | 2 (+1)               |
| Vanille-See 2                   | ja                      | nein                | ja                             | nein                        | nein               | nein                 | nein               | nein                                 | nein                        | 2                    |
| Vulkangrollen                   | nein                    | nein                | nein                           | nein                        | nein               | ja                   | nein               | ja                                   | nein                        | 2                    |
| Waluigi-Arena                   | nein                    | nein                | nein                           | ja                          | nein               | ja                   | nein               | Ja2                                  | nein                        | 3                    |
| Waluigi-Flipper                 | nein                    | nein                | nein                           | nein                        | ja                 | nein                 | ja                 | Ja2                                  | nein                        | 3                    |
| Wario-Abfahrt                   | nein                    | nein                | nein                           | nein                        | nein               | nein                 | nein               | ja                                   | nein                        | 1                    |
| Wario-Arena                     | nein                    | nein                | nein                           | nein                        | ja                 | nein                 | nein               | ja                                   | nein                        | 2                    |
| Wario Colosseum                 | nein                    | nein                | nein                           | ja                          | nein               | nein                 | nein               | nein                                 | nein                        | 1                    |
| Warios Galeonenwrack            | nein                    | nein                | nein                           | nein                        | nein               | nein                 | ja                 | nein                                 | ja                          | 2                    |
| Warios Goldmine                 | nein                    | nein                | nein                           | nein                        | nein               | ja                   | nein               | Ja1                                  | nein                        | 2                    |
| Warios Stadion                  | nein                    | ja                  | nein                           | nein                        | nein               | nein                 | nein               | nein                                 | ja                          | 2                    |
| Wasserpark                      | nein                    | nein                | nein                           | nein                        | nein               | nein                 | nein               | ja                                   | nein                        | 1                    |
| Wilder Wipfelweg                | nein                    | nein                | nein                           | nein                        | nein               | nein                 | nein               | Ja1                                  | nein                        | 1                    |
| Wildtierpark                    | nein                    | nein                | nein                           | nein                        | nein               | nein                 | nein               | nein                                 | ja                          | 1                    |
| Wolkenpiste                     | nein                    | nein                | ja                             | nein                        | ja                 | nein                 | nein               | Ja2                                  | nein                        | 3                    |
| Wolkenstraße                    | nein                    | nein                | nein                           | nein                        | nein               | nein                 | nein               | ja                                   | nein                        | 1                    |
| Wuhu-Bergland                   | nein                    | nein                | nein                           | nein                        | nein               | nein                 | ja                 | nein                                 | nein                        | 1                    |
| Wuhu-Rundfahrt                  | nein                    | nein                | nein                           | nein                        | nein               | nein                 | ja                 | nein                                 | nein                        | 1                    |
| Yoshi-Kaskaden                  | nein                    | nein                | nein                           | nein                        | ja                 | ja                   | nein               | nein                                 | nein                        | 2                    |
| Yoshis Eiland                   | nein                    | nein                | nein                           | nein                        | nein               | nein                 | nein               | Ja2                                  | nein                        | 1                    |
| Yoshis Piste                    | nein                    | nein                | nein                           | ja                          | ja                 | nein                 | nein               | Ja1                                  | nein                        | 3                    |
| Yoshi-Tal                       | nein                    | ja                  | nein                           | nein                        | nein               | nein                 | nein               | ja                                   | nein                        | 2                    |
| Yoshi-Wüste                     | nein                    | nein                | ja                             | nein                        | nein               | nein                 | nein               | nein                                 | nein                        | 1                    |
| Zerstörter Pfad                 | nein                    | nein                | ja                             | nein                        | nein               | nein                 | nein               | nein                                 | nein                        | 1                    |
| Zuckersüßer Canyon              | nein                    | nein                | nein                           | nein                        | nein               | nein                 | nein               | ja                                   | nein                        | 1                    |
| ?-Block-Ruinen                  | nein                    | nein                | nein                           | nein                        | nein               | nein                 | nein               | nein                                 | ja                          | 1                    |
| Anzahl der Strecken             | 20                      | 16                  | 40                             | 16                          | 32                 | 32                   | 32                 | 32 + 16 1 + 48 2 = 96                | 30 (+ 7) 6                  |                      |
| Strecke in der Hauptserie       | Super Mario Kart (SNES) | Mario Kart 64 (N64) | Mario Kart Super Circuit (GBA) | Mario Kart Double Dash (GC) | Mario Kart DS (DS) | Mario Kart Wii (Wii) | Mario Kart 7 (3DS) | Mario Kart 8 / Deluxe (Wii U/Switch) | Mario Kart World (Switch 2) | Anzahl der Auftritte |

1 In der Wii-U-Version als kostenpflichtiger DLC verfügbar. In der Switch-Version kostenlos.
2 In der Switch-Version als kostenpflichtiger DLC, im Rahmen des „Booster-Streckenpass“ verfügbar.
3 Alle Streckennamen, bei denen "(Wii U)" dabei steht, sind ebenfalls in der Switch-Version erhältlich.
4 Erstmals in „Mario Kart Tour“ verfügbar.
5 Die Switch-2-Version von Marios Piste ist eine Collage aus den ersten drei Marios Pisten des SNES.
6 Diese Strecken sind nur im Freien Fahren über P-Schalter-Missionen spielbar, jedoch nicht im Grand-Prix- oder Versus-Modus.

## Sonstiges
- Für das Nintendo 64 und den Nintendo DS gibt es außerdem das Rennspiel Diddy Kong Racing bzw. Diddy Kong Racing DS. Auch auf anderen Konsolen existieren Fun-Racer im Comic-Look, wie zum Beispiel Crash-Bandicoot-Rennspiele für die PlayStation 2 und die Xbox.
- Es gab Profispieler, welche online per Nintendo Wi-Fi Connection oder im LAN den Nintendo-DS-Titel Mario Kart DS und den Wii-Titel Mario Kart Wii gegen andere professionelle Spieler um Preisgelder oder Awards spielten.[17]
- Die EU-/US-Version von Super Mario Kart wurde im Vergleich zur ursprünglichen, japanischen Version „jugendfreundlich“ bereinigt. Wird das Spiel mit dem Charakter Bowser durchgespielt, wird Bowser in der folgenden Siegerehrung in der originalen Version beim Trinken von Champagner gezeigt. In der EU-/US-Version hingegen schwenkt er die Flasche nur in der Luft.[18]
- In der japanischen Version von Mario Kart 64 gibt es auf den Rennstrecken Werbebanner für eine Zigarettenmarke Marioro, welche eine Anspielung auf Marlboro ist, und für eine Tankstelle Luigip, die wiederum eine Anspielung auf Agip ist.[19]
- Die deutsche Rockband Adolar referenziert die Reihe im Lied Mariokart vs. Kettcar. Sie thematisiert dabei das unbekümmerte, gemeinschaftliche Spielen von Videospielen mit Kindheitsfreunden.[20]
- Mit SuperTuxKart existiert ein freies von Mario Kart inspiriertes Spiel, das seit 2018 auch einen Online-Mehrspieler-Modus hat.